# Promotion 2002-2004 de l'École nationale d'administration
Pour un article plus général, voir Liste d’élèves de l’École nationale d’administration.
La promotion 2002-2004 de l’École nationale d’administration (ÉNA), dite promotion Léopold-Sédar-Senghor, promotion Sédar-Senghor ou promotion Senghor, est la soixantième promotion d’élèves depuis la création de l’école en 1946. Elle porte le nom du chef d’État sénégalais Léopold Sédar Senghor.
La promotion Senghor est remarquée pour le nombre élevé d’élèves ayant par la suite accédé à des postes clefs de la République, parmi lesquels le futur président de la République Emmanuel Macron, ainsi que la rapidité de cette accession. À ce titre, elle est parfois comparée à la promotion Voltaire de 1980.

## Historique de la promotion

### Scolarité
La promotion 2002-2004 de l'ÉNA commence sa scolarité au 1er janvier 2002, et la termine en mars 2004 pour une prise de poste au 1er avril. En raison de la suspension du service militaire l'année précédente, la promotion compte les vingt-deux élèves issus du concours de l'automne 2000 ayant fait leur service au cours de l'année 2001 ainsi que l’ensemble des recrues du concours de l'automne 2001 : elle est donc nombreuse (134 élèves), et les jeunes hommes y sont surreprésentés par rapport aux années précédentes et suivantes.
Cette scolarité est marquée par plusieurs événements d’actualité. Les épreuves d’admissibilité du concours de recrutement de cette promotion se déroulent pendant la semaine du 11 septembre 2001. Par la suite, l’accession de Jean-Marie Le Pen au second tour de l’élection présidentielle de 2002 ou choc du 21 avril a lieu pendant que les élèves sont en stage en préfecture ou en ambassade,. Voir un candidat d'extrême-droite au second tour pousse les élèves à s’interroger durablement sur le sens de leurs convictions et du service de l'État,. Selon Marguerite Bérard, alors élève et future major de la promotion, les élèves envisagent de démissionner. Le choix du nom de la promotion, celui de l'homme d'État sénégalais Léopold Sedar Senghor, mort l'année précédente, constitue une réponse à cet événement, celui de l'héroïne antique Antigone ayant  également été envisagé,. Enfin, le contexte du refus français de l'intervention en Irak et du discours de Dominique de Villepin au début de leur deuxième année de scolarité donne lieu à des désaccords politiques forts, qui contribuent à politiser la promotion.
De nombreux élèves de la promotion ont un engagement politique, majoritairement à gauche. Ainsi, la section CFDT de l’École, dirigée par Fabrice Casadebaig, comporte près de 60 adhérents, ce qui est un nombre particulièrement élevé.
Au cours de la scolarité, un conflit avec la direction sur la question du classement de sortie contribue à unir les élèves, faisant de la promotion Senghor un groupe particulièrement soudé. Le choix est fait de ne pas donner aux élèves leurs notes en cours de scolarité, ce que certains élèves interprètent comme étant le moyen de favoriser la reproduction sociale en aménageant les notes. Un groupe d’élèves, composé notamment du délégué de la promotion Pierre Ramain, de Gaspard Gantzer et de Fabrice Casadebaig, négocie avec la direction et obtient que les notes soient connues en cours de route, en menaçant de ne pas communiquer le nom de baptême de la promotion décidé par les élèves.
Par la suite, les élèves rédigent et signent à la quasi-unanimité (132 élèves sur 134) un rapport d’une vingtaine de pages intitulé L'ÉNA, l'urgence d’une réforme, particulièrement incisif vis-à-vis de la scolarité. Les étudiants organisent en fin de scolarité un vote de défiance, unanime, à l’encontre de la direction. Au cours de l’« amphithéâtre garnison », c’est-à-dire du processus d’attribution des postes fondé sur le classement de sortie, la major de promotion, Marguerite Bérard, première appelée, remet le rapport au directeur, tandis que le délégué Pierre Ramain fait connaître le résultat du vote de défiance. La direction ordonne la confidentialité du rapport, qui n’est diffusé qu’après censure des passages les plus virulents. Le ministre de la fonction publique, Renaud Dutreil, écrit alors à chacun des élèves pour leur rappeler le devoir de réserve auquel sont soumis les hauts fonctionnaires.
À la suite d’irrégularités dans l’organisation des examens pour l’établissement du classement de sortie, Étienne Grass rédige un recours en excès de pouvoir, cosigné par soixante-seize élèves et soutenu par la CFDT. Le classement est définitivement annulé par un arrêt du Conseil d’État du 10 janvier 2007,. Officiellement, la promotion Senghor est donc la première à n’avoir pas de classement de sortie. Néanmoins, l'arrêté d’affectation des élèves, fondé sur le classement contesté, n'est pas annulé, de sorte que la décision du Conseil d’État est sans effet sur l’avenir des anciens élèves. La scolarité à l'école est par la suite réformée pour tenir compte des critiques exprimées par les élèves des différentes promotions.

### Sociologie
La promotion comporte plusieurs élèves dont les parents ont eux-mêmes exercé de hautes fonctions de la République. Parmi les quinze premiers classés de la promotion, cinq sont fils d’énarques et l’un, Sébastien Veil, est petit-fils de ministre. En référence à l’œuvre de Bourdieu, l’une des élèves, Shéraz Gasri, propose que la promotion soit baptisée « Les Héritiers ».
En 2018, une dizaine d’élèves de la promotion étaient membres du Siècle.

### Carrière
Dès le quinquennat de Nicolas Sarkozy, plusieurs membres de la promotion exercent à de hautes fonctions de l’administration, à l’exemple de Marguerite Bérard, directrice de cabinet du ministre du Travail Xavier Bertrand, et Sébastien Proto, directeur de cabinet des ministres du budget Éric Woerth puis Valérie Pécresse
En 2013, un article publié dans le quotidien Le Monde relève la forte politisation de la promotion et le parcours exceptionnellement rapide d’un grand nombre de ses membres,. Moins de dix ans après leur sortie de l’École, dix-sept membres de la promotion occupent ce que Le Monde qualifie de « postes-clefs de la République », un chiffre exceptionnel : cinq directeurs de cabinet de ministres, quatre directeurs adjoints, six conseillers, un conseiller du Premier ministre (Nicolas Namias) et un secrétaire général adjoint de l’Élysée (Emmanuel Macron). Plusieurs exercent également des postes de directeurs de cabinets d’élus locaux, notamment à la mairie de Paris,, qui sert d’accélérateur de carrières. Parmi les profils purement administratifs, enfin, plusieurs connaissent une ascension rapide également. Un seul est alors lui-même élu, Julien Aubert, mais Jean-Pierre Jouyet, cité par Le Monde, leur voit « un avenir électoral ».
Plusieurs explications sont proposées à ce phénomène. Outre la taille conséquente de la promotion, le choc de l’élection présidentielle de 2002 susmentionnés, et le talent propre à certains élèves, l’intensité du clivage politique entre le parti socialiste et l’UMP au moment de l’élection présidentielle de 2007 puis l’alternance de 2012 pourraient expliquer l’attrait des membres de cette promotion pour les cabinets ministériels,. Ainsi, en particulier, les élèves de la promotion Senghor seraient arrivés à « maturité politique » lors de l’accès au pouvoir de François Hollande, lequel souhaitait par ailleurs rajeunir la composition des cabinets ministériels. Le Monde émet également l’hypothèse que cette promotion aurait été « protégée » par les membres de la promotion Voltaire (1978-1980), qui présentait des caractéristiques similaires. Surtout, Mathieu Larnaudie y voit les conséquences d’un changement de mentalité des hauts fonctionnaires investis en politiques : ceux-ci, plutôt que de passer par le cursus honorum de l’élection dans un « fief » politique, auraient privilégié l’accès direct aux responsabilités technocratiques tout en faisant preuve d’une particulière capacité d’adaptation.
La notoriété d’Emmanuel Macron rejaillit sur la promotion lorsqu’il devient ministre de l’Économie, de l’Industrie et du Numérique en 2014 au sein du gouvernement Valls II, puis après son élection comme président de la République en 2017 alors qu’il n’est âgé que de 39 ans. Selon Capital, Gaspard Gantzer, alors conseiller en communication auprès de François Hollande, avait activement milité pour la nomination d’Emmanuel Macron au ministère de l’Économie. 
L’écrivain Mathieu Larnaudie publie le lendemain de son entrée au gouvernement une première enquête sur la promotion dans le magazine Vanity Fair, puis un ouvrage intitulé Les jeunes gens : enquête sur la promotion Senghor en 2018 décrivant « comment la promotion s’est emparée du pouvoir en France ». Les élections législatives de 2017 permettent par ailleurs à trois élèves de la promotion de devenir députés. En revanche, peu d’entre eux compte parmi l’entourage professionnel direct du Président de la République : exception faite d’Aurélien Lechevallier, conseiller diplomatique et ami proche d’Emmanuel Macron, seuls trois anciens élèves travaillent au cabinet présidentiel, sans avoir été choisis directement par le Président ni faire partie de ses proches.
En 2018, Sibyle Veil est choisie par le Conseil supérieur de l’audiovisuel pour prendre la tête de Radio France.
En 2021, Mathias Vicherat est nommé directeur de Sciences Po, poste qu'il quitte en 2024 après une affaire de violences conjugales. Luis Vassy, issu de la même promotion, lui succède.

## Liste des élèves

### Élèves français
La liste qui suit est établie par corps de sortie et par ordre alphabétique. Le rang figurant entre parenthèses à côté de certains noms correspond à celui au sein du classement de sortie annulé, lorsqu’il est connu.
Conseil d’État (six postes)
- Thomas Andrieu
- Hervé Cassagnabère
- Emmanuelle Cortot
- Sophie Lieber
- Sibyle Petitjean (épouse Veil)
- Sébastien Veil

Cour des comptes (six postes)
- Julien Aubert (17e[réf. nécessaire])
- Stéphanie Bigas
- Marine Camiade
- Amélie Castéra (épouse Oudéa)[28]
- Karim Mouttalib
- Emmanuel Roux

Inspection générale des finances (six postes)
- Marguerite Bérard (major[1])
- Emmanuel Macron (5e[29],[17])
- Pierre-Alain Miche de Malleray
- Jean-Baptiste Nicolas
- Sébastien Proto (2e[30] et major du concours d’entrée[6])
- Amélie Verdier

Tribunaux administratifs et cours administratives d’appel (seize postes)
- Marie-Paule Allio-Rousseau
- Colombe Ansiau
- Olivier Becht
- Alain Charier
- Vincent Droullé
- Romain Grau
- Philippe Grimaud
- Blandine Lagasse
- Christine Lescaut
- Frédéric Mauget
- Christelle Oriol
- Jérôme Rivoisy
- Benjamin Rohmer
- Nicolas de Saussure
- Olivier Serre
- Éléonore Von Bardeleben

Chambres régionales des comptes (huit postes)
- Brigitte Beaucourt
- Pierre Berthet
- Laurent Bourgin
- Romuald du Breil de Pontbriand
- Philippe Dedryver
- Maryelle Girardey Maillard
- Valéry Molet
- Bertrand Schneider

Conseillers des affaires étrangères (huit postes)
- Xavier Chatel
- Emmanuel Cocher
- Valéry Freland
- Shéraz Gasri
- Sébastien Hua
- Aurélien Lechevallier
- Franck Paris
- Luis Vassy

Conseillers commerciaux (deux postes)
- Aymeric Ducrocq
- Pierre Moussy

Inspection générale de l’administration (trois postes)
- Yasmina Goulam Ally
- Jérôme Letier
- Chrystelle Naudan-Carastro

Inspection générale des affaires sociales (quatre postes)
- Marie Fontanel-Lassalle
- Étienne Grass (25e[31])
- Nicolas Grivel
- Stéphanie Seydoux

Administrateurs civils (71 postes)
- Jules Aniambossou
- Charline Avenel
- Samuel Barreault
- Véronique Billaud
- Jean-Christophe Boccon-Gibod
- Thomas Boisson
- Christophe Bories
- Alain Boulanger
- Frédéric Bouvier
- Francis Bouyer
- Stéphane Calviac
- Fabrice Casadebaig
- Christophe Castell
- Stanislas Cazelles
- Étienne Champion
- Karin Ciavaldini
- Jean-François Clerc
- Olivier Dauvé
- Fanny Debreyne
- Véronique Deprez Boudier
- Jean-Benoît Dujol
- Tsiporah Fried
- Hélène Furnon-Petrescu
- Gaspard Gantzer
- Florence Gourgeon
- Anne Guillou
- Sébastien Jallet
- Arnaud Jullian
- Wassim Kamel
- Marianne Kermoal
- Jean-Pascal Lanuit
- Aurélia Lecourtier
- François Lefebvre
- Mathieu Lefebvre
- Gilles Lelong
- Nicolas Lerner
- Édouard Leroy
- Michel Lévêque
- Adèle Lieber
- Bastien Llorca
- Jeanne Marcucci-Demeure
- Christophe Marot
- Olivier Masseret
- Clarisse Mazoyer
- Alexandre Monéger
- Nicolas Namias
- Laurent Paillard
- Rodolphe Pellé
- Jérémie Pellet
- Charles Personnaz
- Yann Pouëzat
- Anne-Christine Priozet
- Yannick Prost
- Pierre Ramain
- Judikaël Regnaut
- Benjamin Richard
- Lionel Rouillon
- Sylvain Rousselle
- Romain Royet
- Sophie Salaün-Baron
- Frédéric Sollazzi
- Olivier Sueur
- Emmanuelle Thomas
- Hervé Tilly
- Guilhem Tosi
- Olivier Touvenin
- Boris Vallaud
- Vanessa Verschueren
- Mathias Vicherat
- Mireille Viora
- Paul Weick

Administrateurs de la ville de Paris (quatre postes)
- Nicolas Chayvialle
- Florence Philbert
- Kévin Riffault
- David Zivie

### Élèves étrangers
Outre les élèves français destinés à être titularisés dans la fonction publique nationale, la promotion Senghor a compté 51 élèves étrangers, dont 37 hommes et 14 femmes. Ceux-ci venaient pour moitié environ de l’Europe, pour 15 % d’Amérique, pour 15 % d’Asie, pour 10 % d’Afrique du Nord et pour 5 % du Moyen-Orient. Le haut-fonctionnaire afghan Abdel-Ellah Sediqi en a notamment fait partie.
En outre, trois élèves allemands ont obtenu à titre exceptionnel du ministre de la Fonction publique Jean-Paul Delevoye d’être intégrés à l’administration française plutôt que de retourner en Allemagne. Il s’agit de :
- Katrin Moosbrugger ;
- Holger Osterrieder ;
- Cornelia Findeisen.